# Хлябовски долмени
Хлябовските долмени са част от древен некропол в землището на село Хлябово, община Тополовград, област Хасково.
На територията на землището на селото се намират най-голям брой запазени долмени, не само в Сакар планина, но и в цялата зона на разпространението им – в Странджа, Сакар и Източни Родопи.
Голяма част от описаните в края на XIX в. от братя Шкорпил и Георги Бончев долмени впоследствие са напълно разрушени. Братя Шкорпил съобщават за общо 75 долмена в землището на селото. През 1901 г. Георги Бончев, след като най-щателно е обходил района на с. Хлябово, описва над 100 долмена, като 82 от паметниците са били разположени по Средния рът източно от сегашното село.

## Откриване
Първите изследователи на долмените в землището на Хлябово са братя Херман и Карел Шкорпил, които съобщават за 75 долмена на територията селото. Георги Бончев, сред първите български археолози, обхожда землището на селото още по-внимателно след експедицията на Шкорпил, описва 100 долмена..
Между 1973 – 1976 г. научни експедиции, ръководени от проф. Иван Венедиков и проф. Александър Фол, документират в землището на Хлябово 7 долмена в местностите Бялата трева, Пейов кладенец (Манов баир), Голям рът (Нъчеви чаири), Ивджика, Гердемското кули и Герена.
През 1974 г. са проучени повторно долмените в местностите Бялата трева и Нъчеви чаири и за първи път долменът в местността Купанов долап, като в тях са направени малки сондажи. През 1976 г. е продължено разкопаването на долмените в местностите Нъчеви чаири и Купанов долап.

## Описание
На територията на землището на Хлябово са разположени 7 долмена (относително добре запазени) – обект в м. Гайдаров долап, обект в м. Славова кория, по 2 обекта в местностите Евджика и Бялата трева, както и трикамерен долмен в м. Нъчеви чеири (на около 4 km западно от селото, близо до пътя за с. Българска поляна).

### Бялата трева
Т.нар. Царски долмен се намира в м. Бялата трева. Това е и най-добре запазеният долмен на територията на Югоизточна Европа. Мегалитният обект е датиран към ранната Желязна епоха, около 1050 – 500 г. пр.н.е. Мястото е обозначено, има пътека до долмена.
Другият археологически обект в м. Бялата трева е разположен на около 3,5 km южно от Хлябово. Той е сред най-големите и най-добре запазени долмени в Сакар планина, поради което е привлякъл вниманието на всички значими изследователи на късната Желязна епоха в България. Документиран е от експедицията на проф. Фол през 1973 г.
Пред долмена на място са запазени 3-те централни плочи на правата фасадна стена с височината на дромоса, която твърде много прилича на тези при долмените в м. Нъчеви чаири и м. Купанов долап. В линия източно от входа на долмена са разположени 2 плочи, западно от него е третата плоча, завъртяна с външния си край напред

### Нъчеви чаири
Долменът в местността Нъчеви чаири (Голям рът) се намира на около 1,5 km западно от Хлябово. Мегалитният обект е докумнтиран първоначално от експедицията на проф. Александър Фол през 1973 г. и описанието му е публикувано в каталога „Тракийски паметници“, том III. При сондажите през 1974 г. е разчистена вътрешността на неговите 2 камери и части от дромоса. През 1976 г. е разкопано пространството пред долмена; освен намирането на сравнително богат археологически материал са разкрити неизвестни дотогава детайли на долмена – фасадната стена и долепеният отстрани друг долмен, в който за първи път са документирани запазени останки от погребение.

### Купанов долап
Долменът в м. Купанов долап (Гайдарова пещера) се намира на 1,5 km югозападно от Хлябово, на склона на десния бряг на р. Дуандере. Посетен е първоначално от експедицията на проф. Фол през 1974 г. и повторно през 1976 г. По време на посещенията са направени неголеми по обем сондажи във вътрешността на долмена и пред него, където е открит обилен керамичен материал. Местността Купанов долап представлява отворен на запад и югозапад склон над десния бряг на р. Дуандере, изобилстващ със скални блокове и материци. Има пряка визуална връзка с долмена в местността Нъчеви чаири, разположен на срещуположния бряг, отдалечен на около 1,5 km..
Представлява голям, двукамерен долмен, ориентиран с входа си на юг – югоизток. Главната камера е дълга 2,25 m, широка в основата си отзад 2,05 m и отпред 1,95 m и висока 2,20 m, като нейните 4 страни са наведени навътре. Предната камера има трапецовиден плам; висока е 1,10 m, широка в основата си (отзад 2,05 m отпред 1,75 m) и висока 1,9 m. Могилата на долмена достига на височина почти до горния край на плочите му. Тя е заобиколена (освен отпред, където е пресечена от фасадата) с кръгла крепида с диаметър около 11 m, изградена от масивни плочи, част от които са запазени на място.

### Евджика
В тази местност е разположена долменоподобна скално-изсечена камера, леко скосена в горната си част. Открита е и публикувана от Георги Бончев през 1901 г. По описанието на откривателя и фотографиите, които той прави на мястото, се вижда, че камерата е имала плоча, която липсва в наши дни. Наличието на плоча при фронталния отвор е типично за долмените със скално-изсечена камера на територията на Странджа и Сакар. В скалата и до днес личат следи от жлебовете, където е прилягала плочата. Вътре в камерата личат малки вдлъбнатини по стените, които са с изкуствен произход, но не е ясно дали са имали функционална или символична роля.

### Стоева круша
Археологическият обект е разположен южно от Хлябово в м. Стоева круша, отстояща югозападно от местността Авджика (Евджика). На терен се наблюдават останките от голям разрушен мегалитен обект (най-вероятно долмен). Над земята се показват и върховете на вертикално забити плочи със заоблени кантове, каквито са типични за местните долмени, но могат да бъдат и елементи от крепида.

## Свързаност
На 2,5 km югозападно от Хлябово в местността Стоева круша е документирано изкуствено мегалитно съоръжение, наричано от местното население Юрушки камъни (с височина 2,2 m, широчина 2,1 m и дължина 3,2 m), съставено от 4 камъка, които наподобяват „трилит“, положен върху хоризонтална плоча. Процепът е ориентиран север-юг. Съоръжението е документирано в „мегалитна среда“, сред останки от скални издълбавания, могили и други съоръжения, които не са археологически проучвани.
Скално-изсеченият обект Квачката в местността Калинкин камък се намира на 10 km южно от Тополовград. Върху издигаща се на около 0,6 m, над околния терен хоризонтална скала, от едрозърнест гранит, са издялани 34 дупки с диаметър от 3 до 9 см (т.нар. „пиленца“) с централна дупка с диаметър 17 и дълбочина 12 см (т.нар. „квачка“). Някои от дупките образуват редици, ориентирани в характерни географски посоки. Предназначението на този добре запазен паметник е неясно.
На около 2 km югозападно от селото и на около 800 m от местността Нъчеви чаири се намира могилен некропол, разположен на нисък сакарски рът. Запазени са 3 могили, останалите са разрушени. Западно от този некропол в местността Мастиеви могили на невисок рът е разположен друг могилен некропол, където добре са запазени 2 могили с насип от ломен камък и височина до 1,5 m. В тази местност е съществувал долмен, който е бил разрушен.

## Опазване
Долмените при с. Хлябово са обявени за природна забележителност със Заповед № 378 от 05.02.1964 г.
По данни на Георги Бончев и братя Херман и Карел Шкорпил в землището на Хлябово са съществували 95 долмена, а са картотекирани едва 7 запазени долмена в РИМ в Ямбол през 1969 г.